# هاء

الهاء حرف متصل.

الهاء "ه" هو الحرف السادس والعشرون من الألفبائية العربية، وهو مهموس رخْوّ مخرجه من أقصى الحلق، وقيمته 5 حسب نظام حساب الجمل، وحرف الهاء يعني أيضا ضمير الغائب المذكر مثل: «سجله - أخذه - رده - حذفه - قتله»، ويكون حرف الهاء ضميرا للغائب المذكر كما هو موضح بالمثال: وضمير الغائب المؤنث مثل «أخذتها..كتبتها..قتلتها» إذا جاء تاء التأنيث مع ضمير الغائب حرف الهاء آخر الكلمة.

## من الأسماء التي تبدأ بالحرف (هـ)
- هبة (للإناث).
- هيثم (للذكور).
- هشام (للذكور).
- هدى (للإناث).

## هـ‍
رأس الهاء (هـ‍) (وتكتب أيضا بكشيدة «هـ» أو قد تأتي عادية «ه») ترمز لكلمة «هجري» لوصف السنة بأنها هجرية، وتضاف بعد أرقام السنة، مثلاً: 1429 هـ، ورأس الهاء مختلفة عن حرف الهاء العجمية "ھ".

## الحرف بلغات البرمجة
| Your Browser      | ه                 |
| Index             | U+0647 (1607)     |
| Class             | Other Letter (Lo) |
| Block             | Arabic            |
| Java Escape       | "\u0647"          |
| Javascript Escape | "\u0647"          |
| Python Escape     | u'\u0647'         |
| HTML Escapes      | &#1607; &#x0647;  |
| URL Encoded       | q=%D9%87          |
| UTF8              | d9 87             |
| UTF16             | 0647              |